# Helmstedter Straße 8 (Magdeburg)

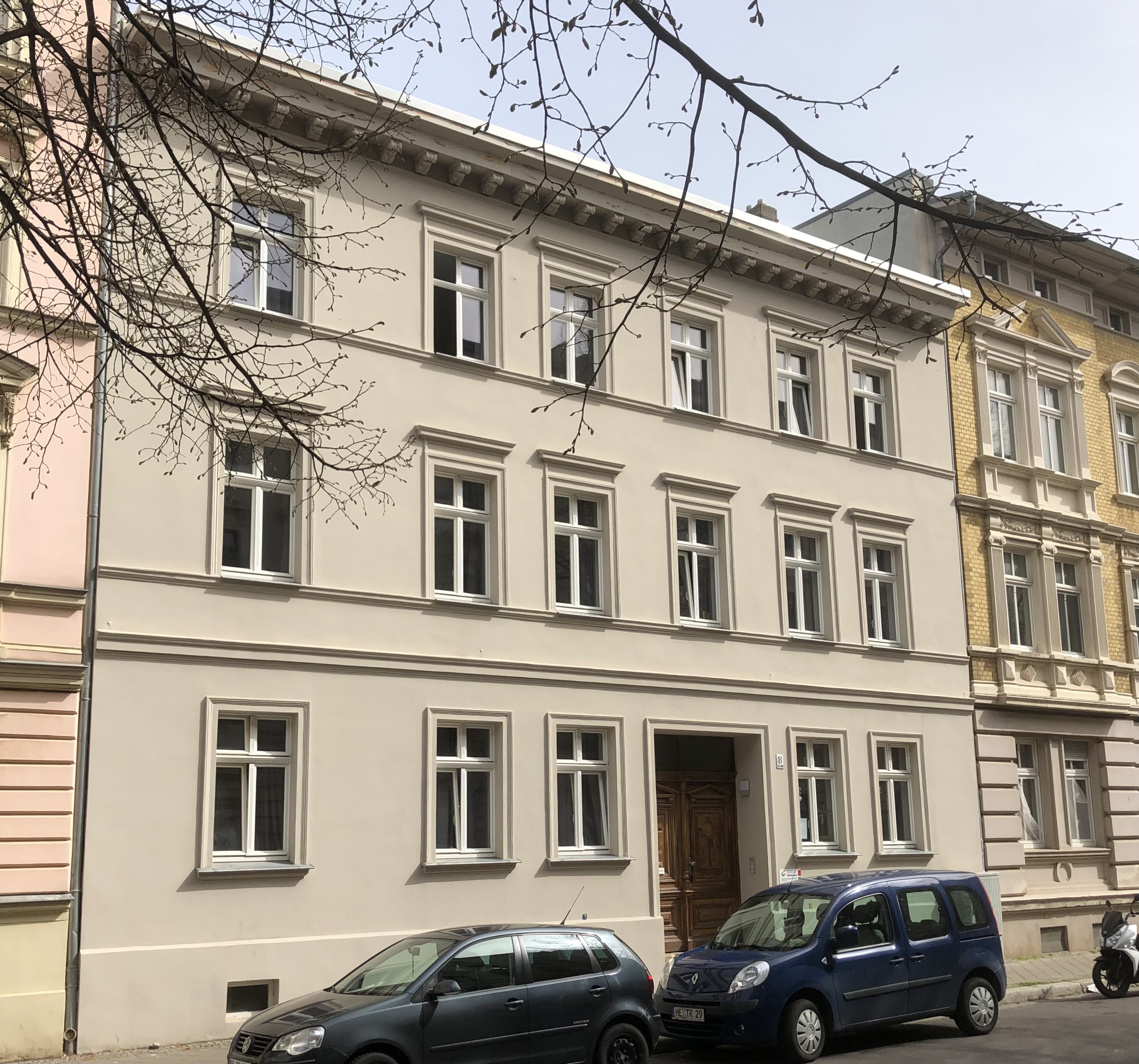
Haus Helmstedter Straße 8 im Jahr 2022

Helmstedter Straße 8 ist ein denkmalgeschütztes Wohnhaus im Magdeburger Stadtteil Sudenburg in Sachsen-Anhalt.

## Lage
Das Gebäude befindet sich auf der Ostseite der Helmstedter Straße und gehört auch zum Denkmalbereich Helmstedter Straße 5–13, 53–55, 57–61. Südlich grenzt das gleichfalls denkmalgeschützte Haus Helmstedter Straße 7, nördlich die Nummer 9 an.

## Architektur und Geschichte
Das dreigeschossige verputzte Gebäude entstand in der Zeit um 1870. Der sechsachsige Bau ist schlicht im Stil des Spätklassizismus gestaltet. Die horizontale Gliederung der Fassade erfolgt durch profilierte Gesimse. Die Fensteröffnungen sind nur wenig verziert. Das vorkragende Dach ruht auf Konsolsteinen. Der Hauseingang ist asymmetrisch in der dritten Achse von rechts angeordnet.
Im örtlichen Denkmalverzeichnis ist das Wohnhaus unter der Erfassungsnummer 094 82044 als Baudenkmal verzeichnet.
Das Gebäude gilt als Bestandteil der gründerzeitlichen Straßenbebauung als städtebaulich und stadtgeschichtlich bedeutend, wobei das Gebäude ein Zeugnis der vorgründerzeitlichen Bebauung darstellt.